# Hidroxicarbamidă
Hidroxicarbamida (denumită și hidroxiuree) este un medicament utilizat în tratamentul mai multor afecțiuni. Printre acestea se numără: drepanocitoza (siclemia sau anemia falciformă), leucemia mieloidă cronică, cancerul cervical și policitemia vera. Calea de administrare disponibilă este cea orală.
Molecula a fost aprobată pentru uz medical în Statele Unite în anul 1967. Se află pe lista medicamentelor esențiale ale Organizației Mondiale a Sănătății. Este disponibil sub formă de medicament generic.

## Utilizări medicale
Hidroxicarbamida este utilizată în tratamentul următoarelor afecțiuni:
- leucemie mieloidă cronică (LMA) (alternativă la imatinib)[11][13]
- trombocitopenie esențială și policitemia vera[11][14]
- carcinomul primar cu celule scuamoase al capului și gâtului[11]
- drepanociotoză, siclemie sau anemie falciformă[10][15]
- psoriazis, terapie alternativă[16]
- sindrom hipereozinofilic
- meningiom

## Mecanism de acțiune
În tratamentul antineoplazic, hidroxicarbamida acționează ca antimetabolit, inhibând ribonucleozid-difosfat-reductaza, ceea ce duce la blocarea sintezei macromoleculei de ADN.